# Okręg Antony
Okręg Antony (fr. Arrondissement d'Antony) – okręg w północnej Francji. Populacja wynosi 408 tysięcy.

## Podział administracyjny
W skład okręgu wchodzą następujące kantony:
- Antony,
- Bagneux,
- Bourg-la-Reine,
- Châtenay-Malabry,
- Châtillon,
- Clamart,
- Fontenay-aux-Roses,
- Malakoff,
- Montrouge,
- Plessis-Robinson,
- Sceaux,
- Vanves.